# Smile for.../もう一度だけ
「Smile for.../もう一度だけ」（スマイル フォー／もういちどだけ）は、2009年6月24日にリリースされた上戸彩の16枚目のシングル。

## 解説
- 前作の「涙の虹/SAVE ME」以来、約2年1か月ぶりのシングルとなる。
- 「SMILE PROJECT 2009」第1弾リリース。
「SMILE PROJECT 2009」は、「音楽を通じて日本を笑顔に!!」をコンセプトとする上戸の2009年音楽活動プロジェクト。本シングルに楽曲を提供した広瀬香美とRYOJI（ケツメイシ）を筆頭に、トータス松本（ウルフルズ）・Kiroroなどのミュージシャンがこのプロジェクトに賛同し、7月15日には第2弾リリースとしてコンセプトアルバム『Happy Magic〜スマイルプロジェクト〜』をリリースした。
- アニメPVとメイキング映像を収録したDVD付きの初回限定盤、CDのみの通常盤、そしてREBORN!盤（ジャケットに『家庭教師ヒットマンREBORN!』のキャラクターを使用、収録内容は通常版と同一）の3種類で発売された。
- 当初は6月3日の発売を予定していたが、5月16日に制作工程上の問題によって6月24日に延期された。
- オリコン週間チャートで「夢のチカラ」以来4年ぶりにTOP10入りした。

## 収録曲
1. Smile for...
作詞・作曲:広瀬香美、編曲:井上ヨシマサ
テレビ東京系アニメ『家庭教師ヒットマンREBORN!』12thエンディングテーマ
2. もう一度だけ
作詞:RYOJI、作曲:RYOJI・NAOKI-T、編曲:NAOKI-T
テレビ朝日系『恋愛百景』エンディングテーマ
3. Smile for... (instrumental)
4. もう一度だけ (instrumental)